# Kasteel Kaldenbroek

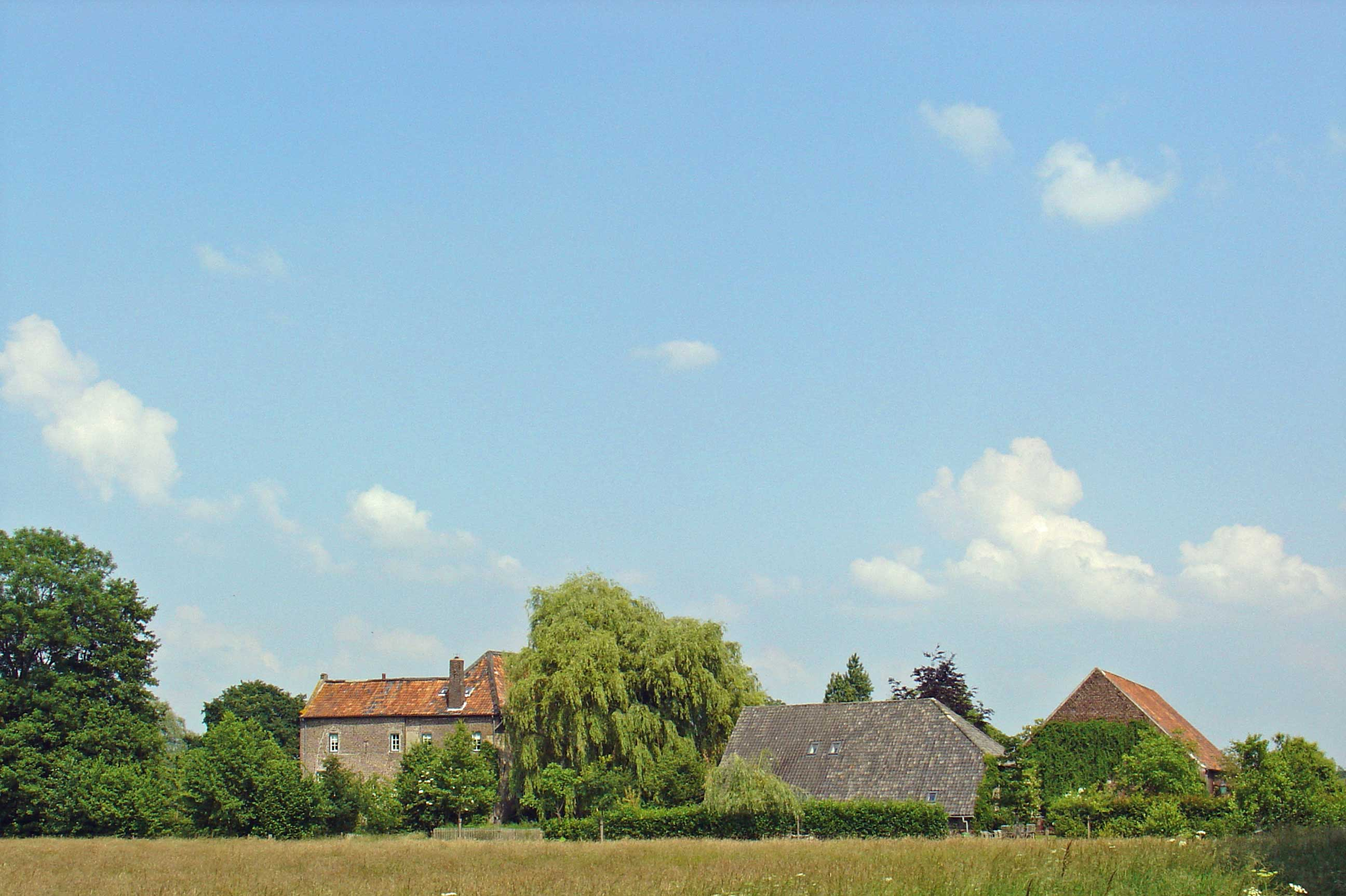
Kasteelhoeve Kaldenbroek

Kasteel Kaldenbroek in Lottum in de Nederlandse provincie Limburg is een, door de eeuwen heen veelvuldig verbouwd, oud landhuis, dat anno 2008 in goede staat verkeert.

## Bouwgeschiedenis
Het kasteel is verscheidene malen verbouwd. Onbekend is wanneer dit steeds gebeurd is. Het had in ieder geval de klassieke opbouw van een voorhof met (pacht)boerderij met schuren en stallen en een hoofdgebouw, alles omgeven door grachten. Het huidige hoofdgebouw is niet groot en oogt als twee in een hoek aan elkaar gebouwde boerderijen. In de muren is veel mergel verwerkt van voorgaande verbouwingen en zijn enkele ramen dichtgemaakt. Later zijn de ramen in oude stijl hersteld. Een schuur met mergellagen (uit circa 1550) is ongeveer dertig jaar geleden gesloopt. Ook de grachten zijn grotendeels verdwenen.

## Bewoners
De oudste vermelding is uit 1394 toen Alart Vleck het in leen kreeg van de Hertog van Gelre. Zijn dochter Gertruid trouwde met Daniel van Goor, waarna hun zoon Alard in 1442 ermee werd beleend. Aan diens zoon Gerrit van Goor werd het in 1493 beleend. Wederom een Alard erfde dit in 1502; uit zijn huwelijk met Ursula van Wittenhorst werd Adolf als oudste zoon opvolger. Omstreeks 1580 overleed deze laatste en verviel het aan zijn zoon Alard. Toen deze omstreeks 1605 kinderloos overleed vererfde het uiteindelijk aan een tante (Anna van Goor) die getrouwd was geweest met Ivo Hoen van Cartiels. Uiteindelijk kreeg Catharina van Goor het via erfenis en haar zoon Willem Lodewijk van Efferen werd er in 1671 mee beleend. In 1687 werd het via een veiling verkocht aan Philip Carel van Wylich, baron van Lottum, die ook heer van Lottum was. Aangezien deze grote schulden had nagelaten werd het wederom verkocht in 1755. Koper was Hendrik Leopold van Baexem. Begin 1800 werd zijn kleinzoon Philip Ernest de la Marck eigenaar. Deze verkocht het aan Pieter Joannes Schraven uit Broekhuizen. Na het overlijden van hun kinderen werd het in 1910 verkocht aan de zusjes van Haeff, die het in 1936 doorverkochten aan hun broer A.M.J.J. van Haeff. In 1970 verkocht deze het met 57 hectare grond aan projectontwikkelaars die hun zin niet kregen (5.000 recreatiehuizen) en het doorverkochten. Na restauratie door de koper W. Joosten verkocht deze het door aan Sieperman. Het westelijk deel met schuur is in 2003 verkocht aan A. Peters en M. Stoot. Het kasteel is nu van het Limburgs Landschap en bestaat uit twee vakantiewoningen.
Aerwinkel · Kasteel Afferden · Aldt Huys · Aldenborgh · Kasteel Aldenghoor · Aldenhoven · Alte Burg · Kasteel Amstenrade · Slot Annendael · Kasteel Arcen · Baersdonck · Bakvliet · Baronsberg · Baxhof · Beegden ·  Benzenrade · Kasteel De Berckt · Kasteel Bethlehem · Beusdaelshof · Binsfeld · Huis Blankenberg · Kasteel Bleijenbeek · Blitterswijck · Boerlo · Bolberg · Bollenberg · Kasteel De Bongard · Borggraaf · Kasteel d'Erp · Kasteel Borggraaf · Kasteel Borgharen · Kasteel Born · Huis Bree · Breust · Kasteel Broekhuizen · Broekhuizen · Gracht Burggraaf · Kasteel De Burght · Kasteel Cartils · Cloppenburg (Oost-Maarland) · Kasteel Cortenbach · Huis De Dael · Dammerscheid · Kasteel De Bockenhof · De Donck (Sevenum) · De Donck (Swolgen) · De Dorth ·  Huis ten Dijcken · Kasteel Doenrade · De Doom · Douve · Douvenrade · De Dries · Kasteel Erenstein · Kasteel Eijsden · Eijsden · Einrade · Kasteel Elsloo · Ensenbroek · Eperhuis · Etzenraderhuuske · Exaten · Kasteel Eijckholt · Kasteel Eyckholt · Eys · Gastendonck · Kasteel Genbroek · Gebroken Slot · Kasteel Geijsteren · Kasteel Op Genhoes · Kasteel Genhoes · Genneperhuis · Kasteel Het Geudje · Kasteel Geulle · Kasteel Geusselt · Geijsteren · Gen Heck · Ghoor · Kasteel Goedenraad · Kasteel Grasbroek · Kasteel Groenendaal · Groethof · Groot Paarlo · Kasteel van Gronsveld · De Gun ·Kasteel Haeren · Kasteel Den Halder · Heerlaer · Heeze · Heijen · 's-Herenanstel · Kasteel Hillenraad · Kasteel Hoensbroek · Hoenshuis · Holstrate · Holtmühle · Huize Holtum · Kasteel Horn · De Horst · Huys ter Horst · Ten Hove (Grathem) · Ten Hove (Panningen) · Huis Brias · Huis Darth ·  Kasteel Hurpesch · Kasteel Sint-Jansgeleen · Kasteel Jerusalem · Kasteel Kaldenbroek · Den Kamp · Kasteel Karsveld · Kasteel Keverberg · Klein Paarlo · Klimmender Huuske · De Kolck · Koppelberg · Laar · Landsfort · Kasteel Lemiers · Kasteelruïne Lichtenberg · Kasteel Limbricht · Lonesteyn · Huize Lovendael · Mazenburg · Kasteel van Meerlo · Kasteel Meerssenhoven · Meezenbroek · Kasteel van Mheer · Middelaar · Kasteel Millen · Kasteel Montfort · Movert · Mulrode · De Munt · Château Neercanne · Kasteel Neubourg · Nienghoor · Huis Nierhoven · Kasteel Nieuwenbroeck · Nije Huys · Kasteel Nijenborgh · Kasteel Nijswiller · Nijthuysen · Kasteel Obbicht · Oedenrade · Kasteel Ooijen · Kasteel Oost (Valkenburg) · Kasteel Oost (Oost-Maarland) · Kasteel Ouborg · Overen · Kasteel Passarts-Nieuwenhagen · Prickenis · Prinsenhof · Puth · De Putting · Raath · De Raay · Ravenhof · Kasteel Reijmersbeek · Kasteel van Rijckholt · Kasteel Rivieren · Rodenbroek · Rosendaal · Kasteel Schaesberg · Kasteel Schaloen · Te Scharen · Schenkenburg · Kasteel Scheres · De Spijker (Geijsteren) · De Spijker (Leeuwen) · Huis Severen · Sibberhuuske · Château St. Gerlach · Spraland · Huis De Spyker · Huize Stalberg · Stalberg (Wellerlooi) · De Steeg · Kasteel Stein · Steinhagen · Steenen Huis · Stoel van Swentibold · Strijthagen (Landgraaf) · Strijthagen (Welten) · Struyver · Kasteel Terborgh · Terlinden (Wijnandsrade) · Terveurdt · Ter Weyer · Kasteel Ter Worm · De Tombe · Huis De Torentjes · Triest · Trippaert · Kasteel Vaalsbroek · Kasteel Vaeshartelt · Valkenburg · Vliek · De Vroenhof · Vrijburg · Kasteel Wambach · Warenberg · Well · Weyershof ·  Wijlre · Kasteel Wijnandsrade · Wijnandsrade · Wijnantshof · Wissegracht · Huize Witham · Kasteel Wittem · Wolfrath · Wylre